# LDN 1014
LDN 1014 è una piccola e densa nebulosa oscura visibile nella costellazione del Cigno; è oggetto di particolare interesse da parte della comunità scientifica in quanto sembra che ospiti al suo interno una protostella nell'atto della sua formazione.

## Osservazione
Si individua nella parte settentrionale della costellazione, circa 2° a nordovest del brillante ammasso aperto M39. Si presenta come una piccolissima macchia oscura priva di alcuna attrazione particolare, visibile anche attraverso un piccolo telescopio amatoriale, ma soltanto perché si sovrappone ad un ricchissimo campo stellare, oscurandolo. Il periodo più indicato per la sua osservazione ricade durante la stagione estiva e autunnale dell'emisfero boreale, da cui risulta anche circumpolare fino alle latitudini temperate medie.

## Caratteristiche

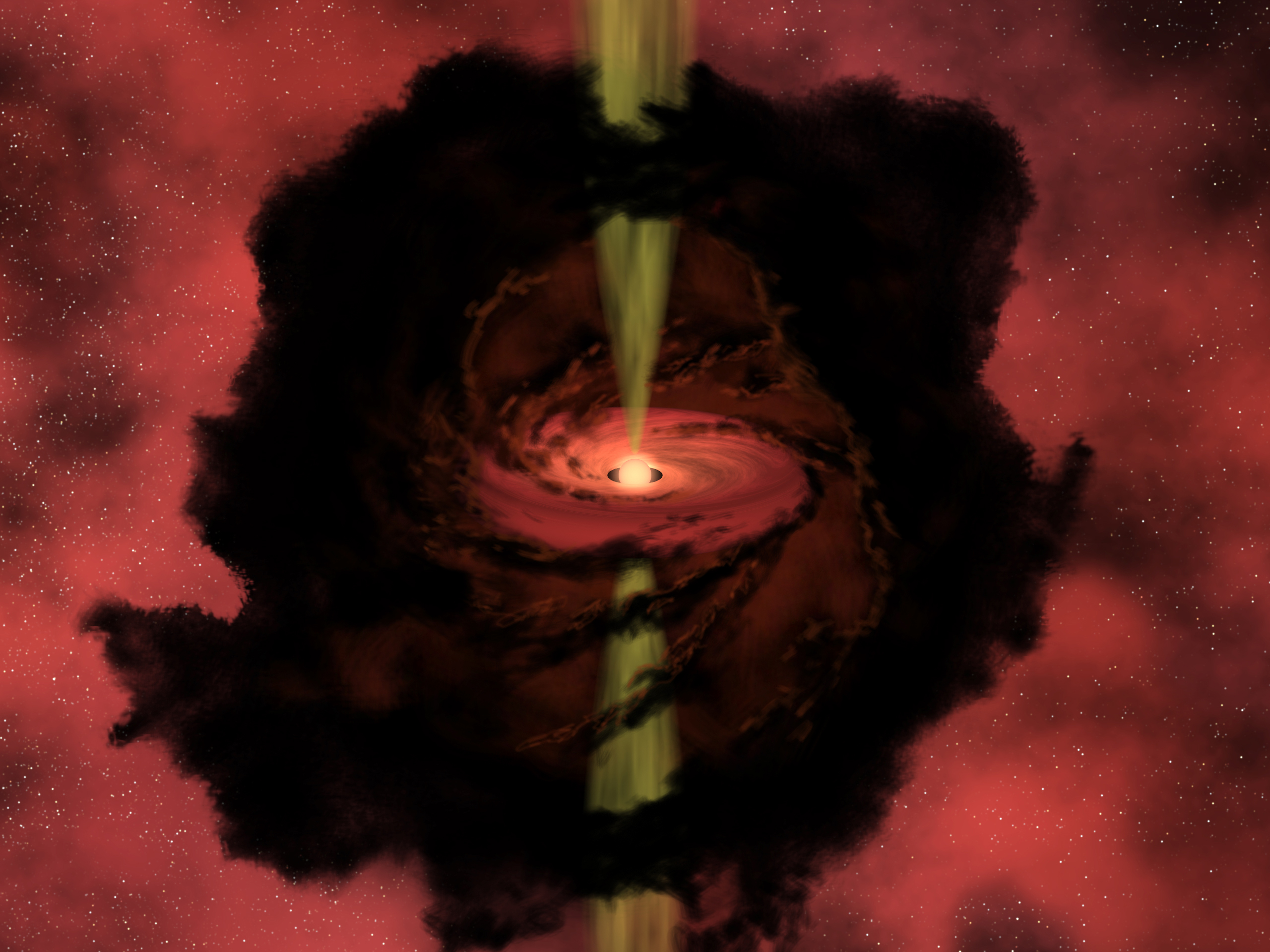
Rappresentazione artistica della protostella L1014-IRS.

L'importanza di questa nebulosa apparentemente così anonima è data dalla presenza al suo interno di una giovanissima protostella probabilmente nelle prime fasi della sua formazione; questa stella, identificata nell'infrarosso e catalogata come L1014-IRS, è stata scoperta soltanto all'inizio degli anni duemila, attraverso indagini condotte col Telescopio Spaziale Spitzer. La scoperta della nebulosa risale invece all'inizio degli anni sessanta, e fu a lungo creduta un semplice bozzolo oscuro privo di stelle. Secondo alcuni studi, questa nube avrebbe una massa di circa 3,6 M⊙ ed è uno dei bozzoli nebulosi che mostra la più alta concentrazione centrale fra quelli finora noti.
Tramite lo Spitzer, nel 2004 venne scoperta al suo interno la sorgente infrarossa L1014-IRS, identificata come un oggetto stellare giovane di massa estremamente piccola, probabilmente inferiore a 0,1 M⊙, e una luminosità di 0,090 L⊙, dal che si deduce che la nebulosa in cui è ospitata si trova alla distanza di circa 200 parsec (circa 650 anni luce); alcuni studiosi hanno in seguito rivisto e spostato questa distanza fino a 400-900 parsec, anche dopo osservazioni condotte su una popolazione di stelle T Tauri visibili apparentemente nelle vicinanze, sebbene non sia ben chiaro se questa popolazione sia fisicamente legata alla nube.
La completa assenza di maser ad acqua, che pare data per certa, confermerebbe che nella nube sono assenti oggetti di grande massa, dal momento che questo tipo di maser tendono ad essere particolarmente instabili in presenza di protostelle di bassa luminosità. Nel caso specifico, L1014-IRS è stata al momento della sua scoperta la sorgente luminosa intrinsecamente meno appariscente identificata fino ad allora, nonché la sorgente più debole mai scoperta a cui fosse connesso un getto bipolare; la morfologia di questo getto suggerisce fortemente che la protostella sia oscurata da un denso disco circumstellare, che ne impedisce l'osservazione spettroscopica nel vicino infrarosso. Studi su questo getto bipolare hanno mostrato inoltre che L1014-IRS potrebbe essere una proto-nana bruna, ossia un corpo celeste con una massa substellare in formazione; l'eccezionalità in questo caso consiste nel fatto che questa sarebbe la prima protostella di questo genere ad essere stata scoperta all'interno del bozzolo da cui si sta formando. Se ciò fosse vero, sarebbe una conferma alla teoria secondo cui le nane brune si formano in modo molto simile alle stelle di piccola massa, anche se nel dettaglio possono sussistere delle piccole differenze.